# Черемшанка (муниципальный округ Сухой Лог)
Черемшанка — посёлок, входящий в муниципальное образование «Городской округ Сухой Лог» Свердловской области России.

## География
Посёлок Черемшанка муниципального образования «Городского округа Сухой Лог» расположен в 30 километрах (по автотрассе в 33 километрах) к северу от города Сухой Лог, на реке Черемшанка бассейна реки Ирбит.

## Население
| 2002 | 2010 |
| ---- | ---- |
| 0    | →0   |